# (3579) Rockholt
(3579) Rockholt es un asteroide perteneciente al cinturón de asteroides, descubierto el 18 de diciembre de 1977 por Miklós Lovas desde la Estación Piszkéstető, Budapest, Hungría.

## Designación y nombre
Designado provisionalmente como 1977 YA. Fue nombrado Rockholt en honor al astrónomo y profesor estadounidense Ronald Rockholt Sr.